# イ・ヒョン
イ・ヒョン（漢: 李賢、朝: 이현、1983年11月8日 - ）は、韓国の歌手。男女ボーカルトリオ8eight、男性ボーカルデュオHOMMEの元メンバーである。BIGHIT MUSIC所属。

## 来歴

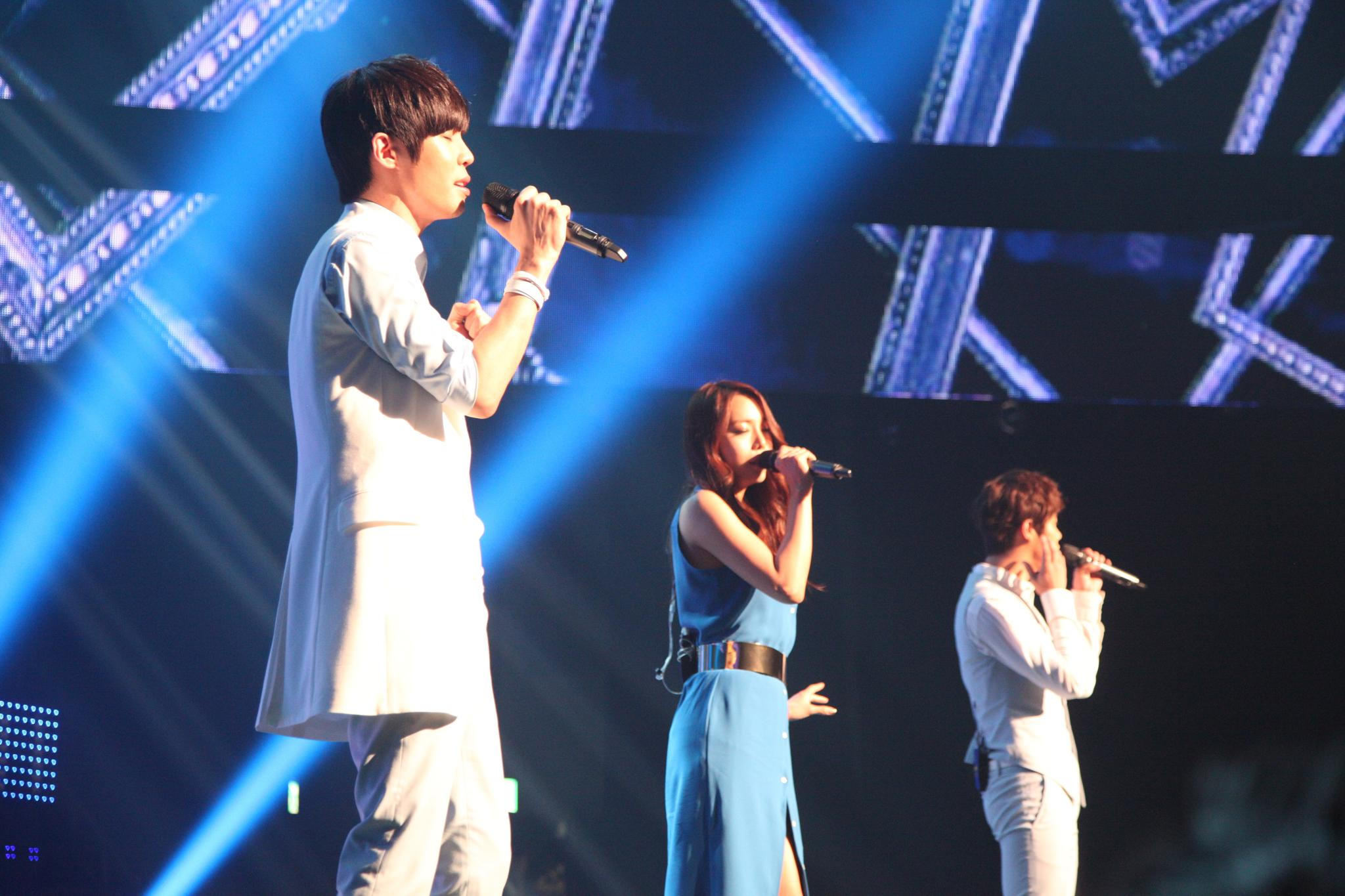
8eight（2011年7月23日）

2005年、研修生としてBig Hit Entertainment（現 BIGHIT MUSIC）へ入所。
2007年、ペク・チャンやジュヒと共に、男女ボーカルトリオ「8eight（エイト）」のメンバーとしてデビュー。2007年から2009年にかけて3枚のスタジオアルバム、2010年から2011年にかけて2枚のミニアルバムを発売した。
2009年9月9日、初のソロシングルとなる「30 Minutes Ago」をリリース。本作は、イム・ジョンヒとのデュエット曲で、ペク・ジヨンの「Like Being Shot by a bullet」、8eightの「Without A Heart」に続く、パン・シヒョク作曲の三部作最終章である。同日に公開されたミュージックビデオには、女優のソヌ・ソンが出演。8月11日には、ミュージックバンクで同曲を初めてパフォーマンスした。
2009年11月16日、テレビドラマ『天下無敵 イ・ピョンガン』のOSTに同名の楽曲で参加。2010年には、テレビドラマ『レディプレジデント〜大物』のOSTに楽曲「Why Make Me Cry」で参加した。

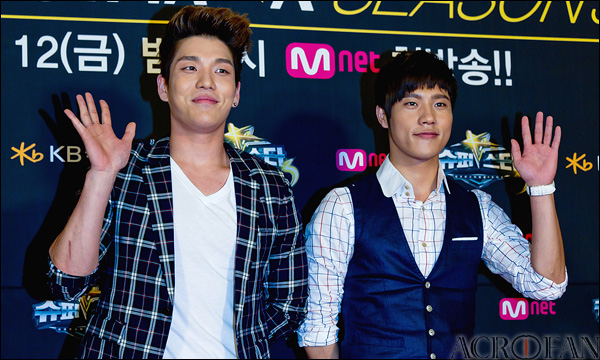
HOMME（2011年8月12日）

2010年、2AMのイ・チャンミンと共に、コラボレーションデュオ「HOMME（オンム）」を結成。イ・チェヨンを起用したシングル「I Was Able To Eat Well」をリリースしてデビューした。2014年にはミニアルバムを発売した。
2011年2月15日、初のソロミニアルバム『You Are the Best of My Life』を発売。翌年1月2日には、初のソロフルアルバム『The Healing Echo』を発売。
2012年10月8日より兵役に就き、5週間の基礎訓練を受けた後に、21ヶ月間を現役兵として勤務した。
2013年1月9日から20日まで、韓国国立劇場で上演されたミリタリーミュージカル『The Promise』に出演。本作は、休戦協定締結60周年を記念して、国防部と韓国ミュージカルシアター協会が共同制作した作品であった。俳優のチ・ヒョヌ、キム・ムヨル、チョン・テウ、SUPER JUNIORのイトゥク、SUPERNOVAのユナクなどと共演した。
2014年12月21日、メンバーであるペク・チャンとジュヒが事務所との契約を満了したため、8eightは活動を休止した。
2018年2月、メンバーであるイ・チャンミンが事務所との個人契約を満了して独立したため、HOMMEは解散した。
2019年6月28日、BTSのアルバム『BTS WORLD OST』にシングル「You Are Here」で参加した。
2021年2月7日、8eightの楽曲「Without A Heart」の10周年を記念して、パン・シヒョクとWonderkidが作曲した記念シングルを発表し、8eightとして6年ぶりにカムバックした。
2021年3月、Big Hit Entertainmentとの契約を更新し、入社14年目を記念して自身のYouTubeチャンネルを開設した。
2023年5月15日、MIDNATT名義でシングル「Masquerade」をリリース。AI外国語発音矯正とAIボイスチェンジャーを使用した楽曲で、MVは６言語６字幕で提供された。

## 作品

### フルアルバム
- The First / 8eight（2007年9月3日）
- Infinity / 8eight（2008年3月18日）
- Golden Age / 8eight（2009年3月10日）
- The Healing Echo（2012年1月2日）

### ミニアルバム
- The Bridge / 8eight（2010年5月11日）
- 내꺼중에 최고 (You Are the Best of My Life)（2011年2月15日）
- 8eight / 8eight（2011年6月21日）
- Pour les femmes / HOMME（2014年7月23日）

### シングル
- 30분전 (30 Minutes Ago)（2009年9月9日）
- 밥만 잘 먹더라 (I Was Able To Eat Well) / HOMME（2010年）

### OST
- 天下無敵 イ・ピョンガン / 『天下無敵 イ・ピョンガン』（2009年11月16日）
- 왜 나를 울려요 (Why Make Me Cry) / 『レディプレジデント〜大物』（2010年）
- 최고의 사랑（最高の愛）/　『ファッション王』(2012年）
- You Are Here /『BTS WORLD』（2019年6月28日）[8]

## 出演

### ミュージカル
- The Promise（2013年1月9日 - 20日、韓国国立劇場）
- ドリームハイ（2023年5月13日 - ７月23日、BBCHホール）

## 受賞歴
- 第11回Mnet Asian Music Awards 最優秀混成グループ賞 "Without a Heart" / 8eight（2009年）
- 韓国音楽著作権協会 最優秀バラード曲 "I Was Able To Eat Well" / HOMME（2011年）